# Smedestraat 33
Smedestraat 33 (néerlandais : Smedestraat 33) est une porte à Haarlem (Pays-Bas) datant de la seconde moitié du XVIIe siècle, et classée monument national des Pays-Bas. Au-dessus de la porte se trouve une fausse fenêtre en oculus. À l’origine, la porte était utilisée pour séparer deux maisons, et est maintenant employée pour accéder à une habitation.